# Lutnia romantyczna
Lutnia romantyczna zw. także gitarolutnią – instrument należący do chordofonów szarpanych, jest odmianą lutni powstałą w połowie XIX wieku w Niemczech. Pochodzi prawdopodobnie od gallichonu. Największą popularność przeżywała w latach 1896–1939 w związku z popularnością ruchu Wandervogel. Gdzieniegdzie wytwarzana jest do dziś. Lutnia romantyczna strojona była jak gitara klasyczna.

## Historia
W XVIII i XIX wieku zarówno lutnia, jak i gitara przeszły szereg zmian konstrukcyjnych, upodabniając się do siebie nawzajem (patrz gallichon).
Powstanie lutni romantycznej było wynikiem kontynuacji tych zmian i unowocześniania konstrukcji lutni. Wiązane wokół szyjki progi jelitowe zastąpiono metalowymi, wprowadzono mostek z kołkami do mocowania strun i dodatkowym prożkiem. Niektóre egzemplarze mają także typowe dla gitary metalowe stroiki.

## Budowa
Lutnia romantyczna przypomina swą budową lutnię renesansową, lub gallichon. Pudło rezonansowe jest mocno wypukłe, zbudowane z klejonych ze sobą cienkich klepek (niektóre z późniejszych egzemplarzy mają pudła płaskie lub tylko lekko wypukłe). Płyta wierzchnia posiada otwór rezonansowy zamknięty wyciętą w płycie, ozdobną rozetą, często o motywach identycznych jak w lutniach renesansowych lub barokowych (czasem pojawiają się także motywy romantyczne lub historyzujące). Podstrunnica zaopatrzona jest w metalowe progi i płyciny między progami, kilka najwyższych progów wykonanych jest z drewna i umieszczonych na płycie wierzchniej. Główka charakteryzuje się „barokowym” zawinięciem typowym dla gallichonu, może posiadać drewniane kołki do naciągania strun lub typowe gitarowe maszynki metalowe. Lutnia romantyczna posiada 6 pojedynczych strun.